# Granja Nova
La Granja Nova era una masia situada a la Vall d'Hebron de l'antic municipi d'Horta, on actualment hi ha l'Hospital Universitari Vall d'Hebron, al barri de Montbau de Barcelona.

## Història
La masia va tenir diversos noms, en funció dels seus consecutius propietaris: can Morros, can Meca, can Vidal i can Casalins. El 1733, Fèlix Casalins i Clara Janer la van vendre als monjos del monestir de Sant Jeroni de la Vall d'Hebron. En aquella data la finca tenia una extensió d'unes 5 hectàrees, una part amb vinya, amb algunes parcel·les properes a l'ermita de Sant Cebrià i Santa Justina. Els monjos havien comprat anteriorment una altra propietat a la família Gausachs, que va passar a denominar-se Granja Vella, i can Casalins va passar a ser la Granja Nova. Entre ambdues propietats van traçar un camí plantat d'oliveres, que travessava el traçat de l’actual passeig de la Vall d'Hebron. Aquest camí coincideix actualment amb el carrer de la Granja Vella.
A mitjans del segle xix, tant la Granja Nova com la Vella van passar a ser propietat de la família Martí-Codolar. Mentre que la Granja Vella va ennoblir-se amb la construcció de la gran residència i jardins, la Granja Nova va continuar dedicant-se a l'explotació agrícola dels camps del seu entorn fins que fou enderrocada per a la construcció de l'hospital, el 1955.